# Берн, Ян
Ян Берн (англ. Ian Burn; 29 декабря 1939 года, Джелонг, штат Виктория, Австралия — 29 сентября 1993 года, Боли-Пойнт, штат Новый Южный Уэльс, Австралия) — австралийский художник-концептуалист.
Был важным участником художественной группы «Искусство и язык», работавшей в конце 1960-х — 1970-х годах. Ян Берн был также писателем, куратором и преподавателем в университете.

## Биография
Берн изучал искусство в Национальной школе искусств в Мельбурне. Он присоединился к коллективу Искусство и язык, когда переехал в Лондон в 1964 году, и остался членом группы, когда переехал в Нью-Йорк в 1967 году. В 1977 году Берн вернулся в Австралию, чтобы преподавать в Сиднейском университете.
Ян Берн утонул в возрасте 53 лет 29 сентября 1993 года, плавая с дочерью и друзьями в бурном море в Боли-Пойнт, в Новом Южном Уэльсе.

## Значимая работа
Xerox Книга, 1968: 100 итерационных копий чистого листа белой бумаги, сделанных на Xerox 720, расположены в книге в том порядке, в котором они были созданы. Последние страницы заполнены чёрными бланками, которые медленно появляются в результате "ошибки" машины.